# Galeria Pagé
A Galeria Pagé é um prédio com um conjunto de lojas, situada na Rua Comendador Affonso Kherlakian, na região da Rua 25 de Março, importante artéria comercial da cidade de São Paulo. Os estabelecimentos comerciais trabalham principalmente com mercadorias importadas como  eletrônicos, calçados, produtos esportivos, games  e brinquedos.
A Galeria foi famosa por vender produtos de origem duvidosa, e pelas batidas policiais no local com a finalidade de combater o comércio ilegal. Atualmente, porém, em uma ação conjunta com a Prefeitura da Cidade de São Paulo e com a Rede Brasileira de Inteligência, o condomínio do centro comercial deu início a um projeto de revitalização do estabelecimento, com o objetivo de transformá-lo em um outlet.
A cada dia novas lojas estão se instalando na Galeria Pagé, muitos estão em reformas, mas o novo aspecto visual já é notório. Está em andamento o projeto de comunicação visual de todo o prédio, que trará mais informação e conforto a todos os visitantes e trabalhadores da Moderna e Sempre Famosa Galeria Pagé.
Em 2019 a Galeria Pagé lança plataforma de vendas online com capacidade de atender lojistas e consumidores de todo território brasileiro. Toda tecnológica utilizada no projeto tem como base: AZPay, Yebo e AIDAX.